# Acacia anthelmintica
Acacia anthelmintica é uma espécie de leguminosa do gênero Acacia, pertencente à família Fabaceae.